# O Ritual
The Rite (bra/prt: O Ritual) é um filme húngaro-ítalo-estadunidense de 2011, dos gêneros terror, drama e suspense, dirigido por Mikael Håfström, com roteiro de Michael Petroni baseado no livro The Rite: The Making of a Modern Exorcist, de Matt Baglio.

## Enredo
Atravessando uma crise, o padre americano Michael Kovak é mandado ao Vaticano para frequentar uma recém-fundada escola de exorcismo. Mostrando-se cético, começa a afrontar seus superiores invocando a psiquiatria e a neurologia como causas dos comportamentos anormais. Essas convicções começam a ruir quando Kovak conhece o veterano exorcista padre Lucas.

## Elenco
- Colin O'Donoghue como Michael Kovak
- Anthony Hopkins como Padre Lucas Trevant
- Marta Gastini como Rosaria
- Maria Grazia Cucinotta como tia Andria
- Alice Braga como Angelina Vargas
- Ciaran Hinds como Padre Xavier
- Toby Jones como Padre Matthew
- Rutger Hauer como Istvan Kovak
- Marija Karan como Sandra
- Torrey DeVitto como Nina

## Controvérsias
A Conferência de Bispos Católicos dos Estados Unidos observou: "Embora instável em alguns detalhes, o conto de conversão do diretor Mikael Håfström resumidamente afirma a fé e o valor do ministério sacerdotal. No entanto, o esforço para mostrar a jornada espiritual do personagem principal como um trama rápida e antiquada enfraquece o seu impacto final."
Ele recebeu críticas negativas dos críticos tradicionais, onde tem uma classificação de 21% no Rotten Tomatoes baseado em 158 comentários afirmando: "Anthony Hopkins é tão excelente como sempre, mas ele não é páreo para o ritmo perdido de The Rite e a falta de arrepios , bem como a tentativa de [obter] desempenho de Colin O'Donoghue no papel principal."
Roger Ebert do Chicago Sun-Times deu ao filme 3 de 4 estrelas e disse: "Admiro The Rite porque enquanto ele oferece o que eu suponho que deva ser chamado de horror, é atmosférico, a sua cinematografia é estranha e sugestiva, e os atores [conseguem] enriquecê-lo."